# Marija Rjemjen
Marija Vitalijivna Rjemjen (ukrajinsko Марія Віталіївна Рємєнь), ukrajinska atletinja, * 2. avgust 1987, Makijivka, Sovjetska zveza.
Nastopila je na poletnih olimpijskih igrah v letih 2012 in 2016, leta 2012 je osvojila bronasto medaljo v štafeti 4x100 m. Na svetovnih prvenstvih je v isti disciplini prav tako osvojila bronasto medaljo leta 2011, na evropskih prvenstvih naslova prvakinje v teku na 200 m leta 2014 in štafeti 4x100 m leta 2010, na evropskih dvoranskih prvenstvih pa zlato in srebrno medaljo v teku na 60 m. Leta 2014 je prejela dvoletno prepoved nastopanja zaradi dopinga. 